# 宮岡大愛
宮岡 大愛（みやおか だいあ、2010年〈平成22年〉9月27日 - ）は日本のアイドル、俳優、ジュニア。
神奈川県出身。STARTO ENTERTAINMENT所属。

## 来歴
2023年3月25日、ジャニーズ事務所に入所。
同年6月10日、「テレビ朝日・六本木ヒルズ SUMMER STATION」でのジャニーズJr.による公演『マイナビ サマステライブ2023 俺たちがミライだ!!』限定ユニット・ミライBoys 24のメンバーに選ばれる。
2024年12月18日、『ニコ☆プチ』のレギュラーメンズモデルに選出される。

## 人物
尊敬する先輩は山田涼介。
趣味はダンス、バスケットボール、ゲーム。特技はダンス、ダブルダッチ、アクロバット。チャームポイントは肩甲骨。

## 出演

### テレビドラマ
- 坂の上の赤い屋根（2024年3月3日 - 3月31日、WOWOW） - 大渕秀行 (小学生時代） 役[6]
- ムサシノ輪舞曲 第1話（2025年4月19日、テレビ朝日） - 阿川龍平（中学生） 役[5]

### CM
- ネピア「ネピアプレミアムソフトシリーズ」『ネピア営業目黒くん「うちは、ネピアでした。」篇』（2025年8月 - ） - 学生時代の目黒蓮 役[7]

### 舞台
- 帝国劇場2024年新春公演Act ONE（2024年1月1日 - 26日、帝国劇場）[8]
- Change the world（2024年6月8日 - 16日、サンシャイン劇場）[9]
- ANDO（2025年9月5日 - 28日予定、新橋演舞場 / 10月9日・10日予定、広島文化学園HBGホール / 10月17日 - 25日予定、大阪松竹座）[10]

### コンサート
- ALL Johnnys' Jr. 2023わっしょいCAMP! in Dome（2023年7月16日・17日、京セラドーム大阪 / 8月19日・20日、東京ドーム）[11]
- 東西ジュニア コンサート 東西シナジー（2024年12月20日 - 27日、オリックス劇場）[12][13]
- SHOWbiz 2025（2025年1月5日 - 13日、有明アリーナ）[14][15]
- 東京ジュニア Next Generation 2025（2025年7月30日 - 8月1日、EX THEATER ROPPONGI / 8月7日 - 16日、大阪松竹座）[16][17]

## 書籍

### 雑誌
- 新潮社『ニコ☆プチ』（2025年2月号 - ） - レギュラーメンズモデル[4]